# Fontaine-lès-Croisilles
Fontaine-lès-Croisilles je francouzská obec v departementu Pas-de-Calais v regionu Hauts-de-France. V roce 2014 zde žilo 282 obyvatel.

## Poloha obce
Sousední obce jsou: Bullecourt, Croisilles, Hendecourt-lès-Cagnicourt, Héninel a Chérisy.

## Vývoj počtu obyvatel
Počet obyvatel